# 拉瓦讷 (阿列省)
拉瓦讷（法語：Lavoine，法語發音：[lavwan]）是法国阿列省的一个市镇，位于该省东南部，属于维希区。

## 地理
拉瓦讷（45°58'40"N, 3°41'48"E）面积17.53 平方千米，位于法国奥弗涅-罗讷-阿尔卑斯大区阿列省，该省份为法国中部省份，北起涅夫勒省、西北接谢尔省，西南至克勒兹省，南至多姆山省，东南临卢瓦尔省，东临索恩-卢瓦尔省。
与拉瓦讷接壤的市镇（或旧市镇、城区）包括：锡雄河畔费里耶尔、拉吉耶尔米、拉普吕涅、圣普列斯特-拉普吕涅、帕拉迪克、圣维克托蒙维亚内。

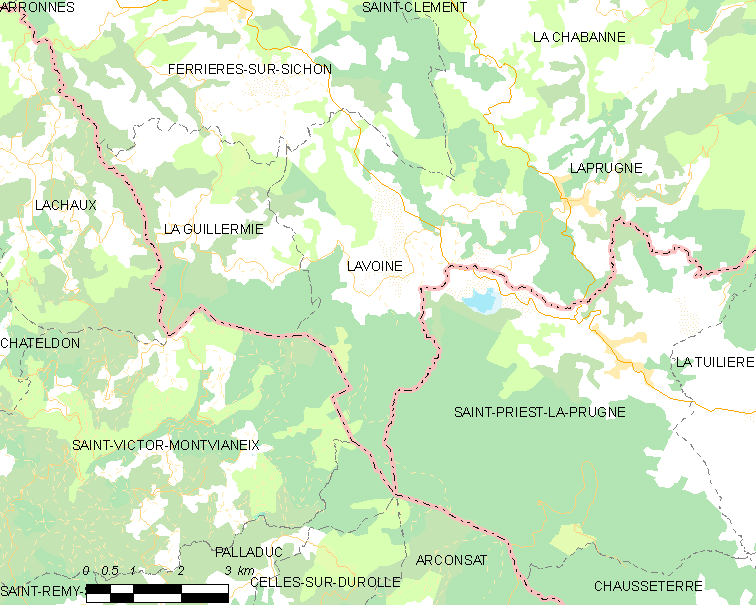
的OSM定位图

拉瓦讷的时区为UTC+01:00、UTC+02:00（夏令时）。

## 行政
拉瓦讷的邮政编码为03250，INSEE市镇编码为03141。

## 政治
拉瓦讷所属的省级选区为拉帕利斯县。

## 人口

1962-2008年间人口变化图示

拉瓦讷于2022年1月1日时的人口数量为152人。